# 검은사슴쥐
검은사슴쥐(Peromyscus furvus)는 비단털쥐과에 속하는 설치류의 일종이다. 멕시코에서만 발견되며, 비교적 거의 연구되지 않았다.

## 특징
검은사슴쥐는 비교적 큰 사슴쥐로 꼬리 길이 11~14cm를 포함하여 전체 몸길이가 24~28cm이다. 수컷이 암컷보다 약간 크다. 일반명이 함축하고 있는 것처럼 머리부터 몸까지 대부분이 검은색과 짙은 갈색이 섞인 털로 덮여 있다. 그러나 발과 일부 경우, 꼬리 끝은 흰색이고 하체는 연한 회색이다. 눈 주위에 둥글게 완전한 검은색 털이 나 있는 반면에 꼬리는 털이 드문 드문 있다. 암컷은 겨드랑이 쪽에 2개, 사타구니 쪽에 4개의 모두 6개 젖꼭지를 갖고 있다. 초식동물로 미국자리공과 블랙베리를 먹는 것으로 알려져 있다. 1년 내내 번식을 하거나 적어도 지속되는 번식기가 길어지는 것으로 간주된다.

## 분포 및 서식지
검은사슴쥐는 멕시코의 토착종으로 참나무와 소나무가 우점종인 운무림과 숲 근처에서 서식한다. 울창한 덤불이나 바위가 많은 절벽 또는 작은 동물, 쓰러진 통나무 형태로 덮여 있는 환경을 좋아한다. 정확한 분포 범위는 명확하지 않지만, 북쪽의 산루이스포토시주와 남쪽의 오아하카주 사이 해발 650~2900m의 시에라 마드레 오리엔탈 산택의 동부 경사면에서 표본이 수집되었다. 오아하카주에서 수집된 표본의 유전학 분석 결과는 아직 과학적으로 기술되지 않은 완전히 별도의 종으로 나타낼 수 있음을 보여 주었지만 공식적으로 인정된 아종은 없다.